# Polskie kontyngenty wojskowe w siłach morskich NATO
Polskie kontyngenty wojskowe w siłach morskich Organizacji Traktatu Północnoatlantyckiego – wydzielone komponenty Marynarki Wojennej, przeznaczone do działań w ramach stałych zespołów morskich NATO na Oceanie Atlantyckim, Morzu Norweskim, Północnym, Bałtyckim, Śródziemnym i Czarnym od 2006 roku oraz do zabezpieczenia Morza Śródziemnego w ramach operacji pod kryptonimem Active Endeavour po zamachach z 11 września, operując w latach 2005–2011.

## Okręty Marynarki Wojennej w Stałych Zespołach Sił Morskich NATO
Od 2005 w ramach stałych sił morskich Organizacji Traktatu Północnoatlantyckiego funkcjonują cztery zespoły okrętów, przyporządkowane operacyjnie do dwóch akwenów:
- Ocean Atlantycki (Morze Północne, Morze Norweskie, Morze Bałtyckie)
  - Stały Zespół Sił Morskich NATO – Grupa 1 (Standing NATO Maritime Group 1, SNMG1), do 2004 STANAVFORLANT
  - Stały Zespół Sił Obrony Przeciwminowej NATO – Grupa 1 (Standing NATO Mine Countermeasures Group 1, SNMCMG1), do 2004 MCMFORNORTH
- Morze Śródziemne (Morze Czarne)
  - Stały Zespół Sił Morskich NATO – Grupa 2 (Standing NATO Maritime Group 2, SNMG2), do 2004 STANAVFORMED
  - Stały Zespół Sił Obrony Przeciwminowej NATO – Grupa 2 (Standing NATO Mine Countermeasures Group 2, SNMCMG2), do 2004 MCMFORSOUTH

SNMG1
SNMG2
SNMCMG1
SNMCMG2

Do zadań zespołów należy
- SNMG: monitorowanie ruchu na szlakach komunikacyjnych, kontrola i zabezpieczanie podejrzanych jednostek, prowadzenie akcji humanitarnych,
- SNMCMG: poszukiwanie, wykrywania i niszczenie obiektów stanowiących zagrożenie dla morskich szlaków komunikacyjnych,
- zadania wspólne: udział w międzynarodowych i sojuszniczych ćwiczeniach morskich[1].

Na przestrzeni lat okręty i personel polskiej Marynarki Wojennej wielokrotnie pełnili służbę w ramach stałych zespołów:
- Stały Zespół Sił Morskich NATO – Grupa 1:
  - ORP "Gen. K. Pułaski": 2006, 2008, 2019,
  - ORP "Gen. T. Kościuszko": 2023,
- Stały Zespół Sił Morskich NATO – Grupa 2:
  - ORP "Gen. T. Kościuszko": 2016,
- Stały Zespół Sił Obrony Przeciwminowej NATO – Grupa 1:
  - ORP "Mewa": 2002, 2005, 2010, 2015,
  - ORP „Czajka”: 2003, 2007, 2010, 2013,
  - ORP „Flaming”: 2003, 2005, 2011, 2014,
  - ORP "Kontradmirał Xawery Czernicki": 2010, 2011, 2013, 2023 (dowództwo w 2010, 2011, 2023, okręt flagowy w 2010, 2011, 2013, 2023),
  - PKW Morze Północne: 2021-2022 (dowództwo SNMCMG1),
  - ORP "Drużno": 2023,
  - ORP "Hańcza": 2023,
- Stały Zespół Sił Obrony Przeciwminowej NATO – Grupa 2:
  - ORP "Kontradmirał Xawery Czernicki": 2017 (dowództwo i okręt flagowy).

W szczególnych przypadkach otrzymywali status kontyngentu wojskowego: w latach 2006-2011 wiązało się to z udziałem okrętów w operacji Active Endeavour na Morzu Śródziemnym (ORP "Gen. K. Pułaski" i ORP "Kontradmirał Xawery Czernicki"), po 2017 ograniczonych do szkoleń i ćwiczeń sojuszniczych oraz dowodzenia zespołem okrętów na we wschodniej części akwenu Oceanu Atlantyckiego (ORP "Gen. K. Pułaski", ORP "Gen. T. Kościuszko", ORP "Kontradmirał Xawery Czernicki").

## Okręty Marynarki Wojennej w operacji "Active Endeavour"
Na mocy artykułu 5. traktatu waszyngtońskiego siły morskie NATO i państw sojuszniczych rozpoczęły w dniu 6 października 2001 koordynowaną przez Dowództwo Morskie Dowództwa Sił Połączonych (Maritime Command Joint Force Command, MC JFC) w Neapolu operację zabezpieczenia żeglugi i zapobiegania terroryzmowi na Morzu Śródziemnym, nazwaną 26 października Active Endeavour. W listopadzie 2016, ze względu na zmianę charakteru zagrożeń na Morzu Śródziemnym w związku z kryzysem migracyjnym operacja Active Endeavour została zastąpiona operacją Sea Guardian, nie bazującą na artykule 5. traktatu waszyngtońskiego.
Polska Marynarka Wojenna do operacji dołączyła dopiero na początku 2005. Najczęściej były to okręty podwodne (ORP "Bielik" – trzykrotnie i ORP "Kondor" – raz), których zmiany, w przeciwieństwie do kontyngentów Wojsk Lądowych, były krótsze, bo 3-miesięczne.
Do ich zadań należało:
- monitorowanie statków i w razie konieczności ich kontrolowanie,
- zapobieganie przemytowi ludzi i towarów,
- zapobieganie wspierania terroryzmu[5].

Ponadto doraźnie, na odmienne i nieregularne okresy, do operacji Active Endeavour włączane były polskie okręty wchodzące w skład Stałych Sił Morskich NATO:  ORP "Gen. K. Pułaski" w 2006 (patrolowanie rejonu Kanału Sueskiego w poszukiwaniu statków podejrzanych o wspieranie terroryzmu) i 2008 oraz ORP "Kontradmirał Xawery Czernicki" w 2011 (wzmożenie działań NATO w związku z wojną domową w Libii; okręt nie brał jednak udziału w Operacji Unified Protector).

## Polskie kontyngenty wojskowe
| Kontyngent         | Początek   | Koniec     | Dowódca                           | Okręt                                                         | Liczebność    | Podporządkowanie | Akwen            |
| ------------------ | ---------- | ---------- | --------------------------------- | ------------------------------------------------------------- | ------------- | ---------------- | ---------------- |
| PKW Bielik         | 14.01.2005 | 29.04.2005 | kmdr por. Sławomir Wiśniewski     | ORP "Bielik"                                                  | 26 marynarzy  | MC JFC Neapol    | Morze Śródziemne |
| PKW Pułaski        | 01.03.2006 | 14.03.2006 | kmdr ppor. Kazimierz Mazurkiewicz | ORP "Gen. K. Pułaski"                                         | 215 marynarzy | SNMG1            | Morze Śródziemne |
| PKW Bielik         | 11.10.2006 | 12.2006    | kmdr por. Sławomir Wiśniewski     | ORP "Bielik"                                                  | 26 marynarzy  | MC JFC Neapol    | Morze Śródziemne |
| PKW Bielik         | 01.2007    | 29.03.2007 | kmdr ppor. Grzegorz Chomicz       | ORP "Bielik"                                                  | 26 marynarzy  | MC JFC Neapol    | Morze Śródziemne |
| PKW Pułaski        | 28.07.2008 | 08.2008    | kmdr ppor. Piotr Nieć             | ORP "Gen. K. Pułaski"                                         | 215 marynarzy | SNMG1            | Morze Śródziemne |
| PKW Kondor         | 10.10.2008 | 12.2008    | kmdr ppor. Piotr Pawłowski        | ORP "Kondor"                                                  | 27 marynarzy  | MC JFC Neapol    | Morze Śródziemne |
| PKW Kondor         | 01.2009    | 31.03.2009 | kmdr ppor. Arkadiusz Teska        | ORP "Kondor"                                                  | 27 marynarzy  | MC JFC Neapol    | Morze Śródziemne |
| PKW Bielik         | 15.11.2010 | 02.2011    | kmdr por. Piotr Pawłowski         | ORP "Bielik"                                                  | 26 marynarzy  | MC JFC Neapol    | Morze Śródziemne |
| PKW Czernicki      | 14.03.2011 | 18.06.2011 | kpt. mar. Marek Szwarc            | ORP "Kontradmirał Xawery Czernicki"                           | 59 marynarzy  | SNMCMG1          | Morze Śródziemne |
| PKW Czernicki 2017 | 17.01.2017 | 06.07.2017 | kmdr por. Aleksander Urbanowicz   | ORP "Kontradmirał Xawery Czernicki"                           | 70 marynarzy  | SNMCMG2          | Morze Śródziemne |
| PKW Pułaski 2019   | 01.02.2019 | 30.06.2019 | kmdr por. Paweł Werner            | ORP "Gen. K. Pułaski"                                         | 215 marynarzy | SNMG1            | Ocean Atlantycki |
| PKW Morze Północne | 02.10.2021 | 12.01.2022 | kmdr por. Michał Dziugan          |                                                               | 10 marynarzy  | SNMCMG1          | Ocean Atlantycki |
| PKW Kościuszko     | 11.01.2023 | 29.06.2023 | kmdr por. Maciej Pałacha          | ORP "Gen. T. Kościuszko"                                      | 215 marynarzy | SNMG1            | Ocean Atlantycki |
| PKW Czernicki 2023 | 06.07.2023 | 31.12.2023 | kmdr ppor. Piotr Bartosewicz      | ORP "Kontradmirał Xawery Czernicki" ORP "Drużno" ORP "Hańcza" | 140 marynarzy | SNMCMG1          | Ocean Atlantycki |

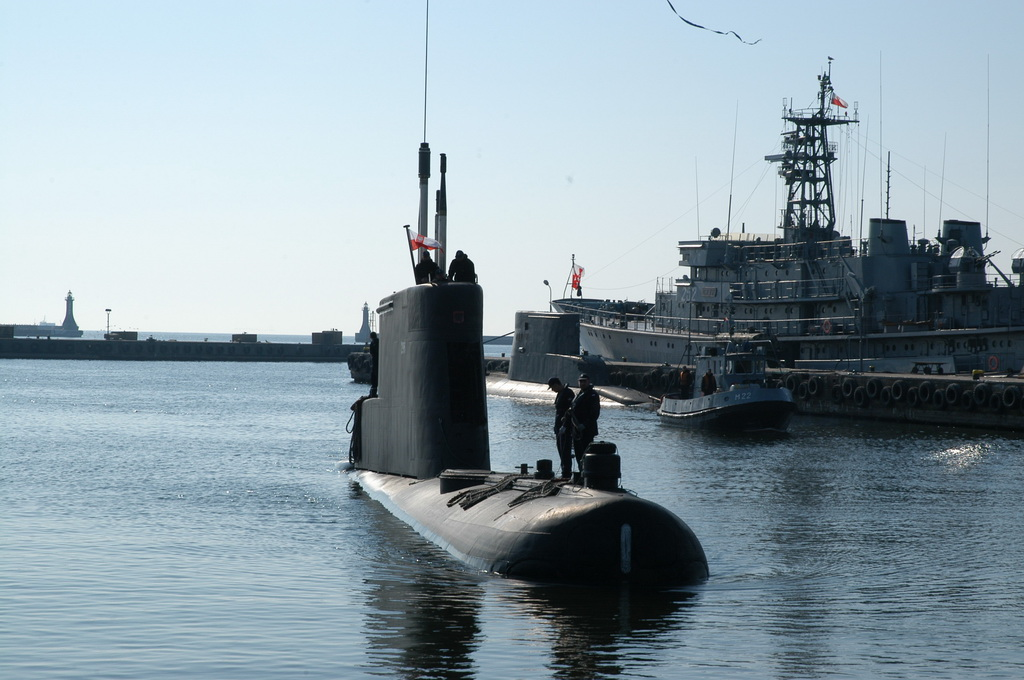
ORP "Bielik"
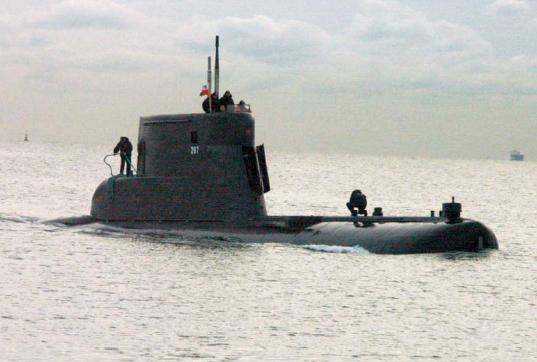
ORP "Kondor"
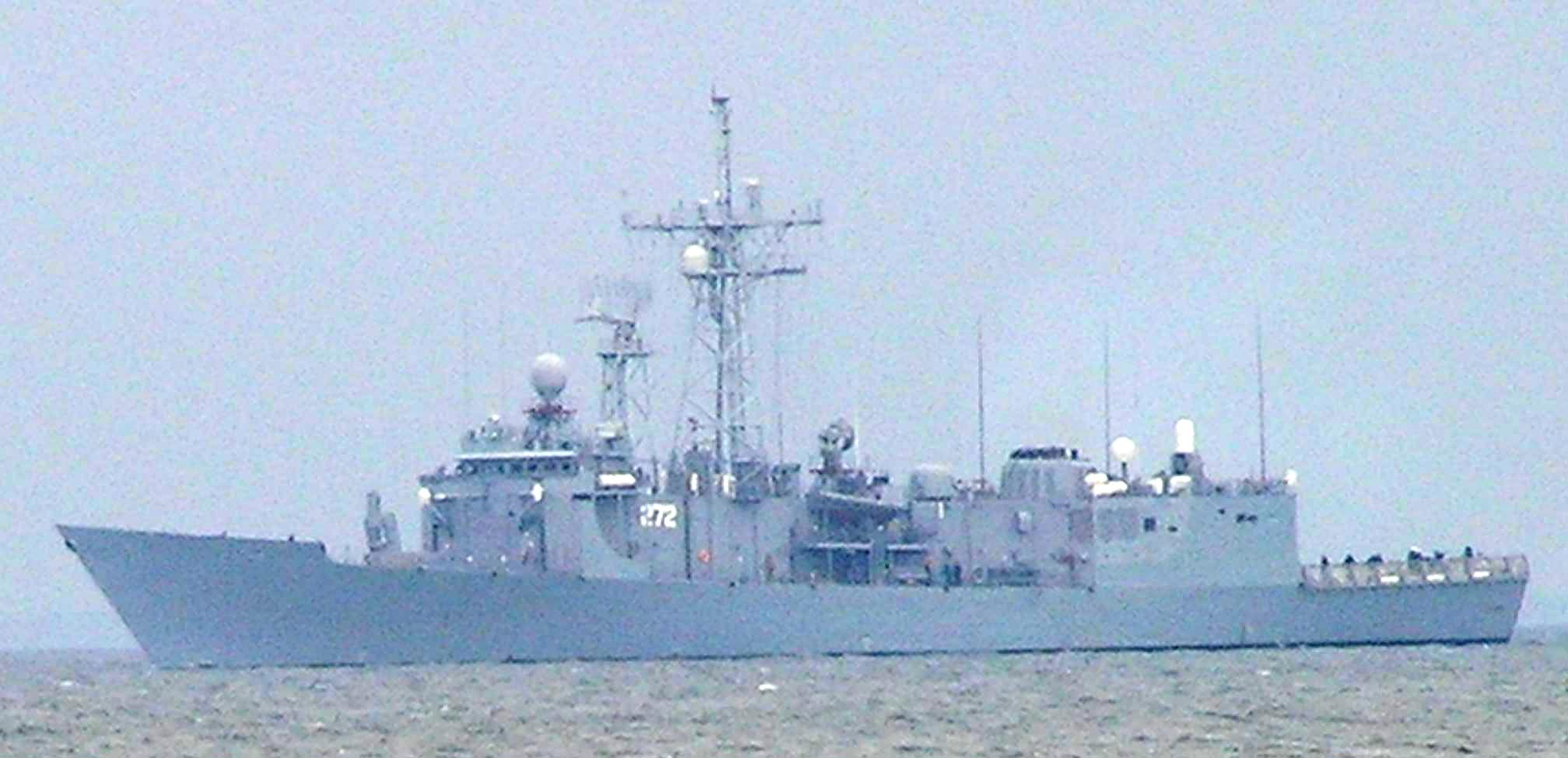
ORP "Gen. K. Pułaski"
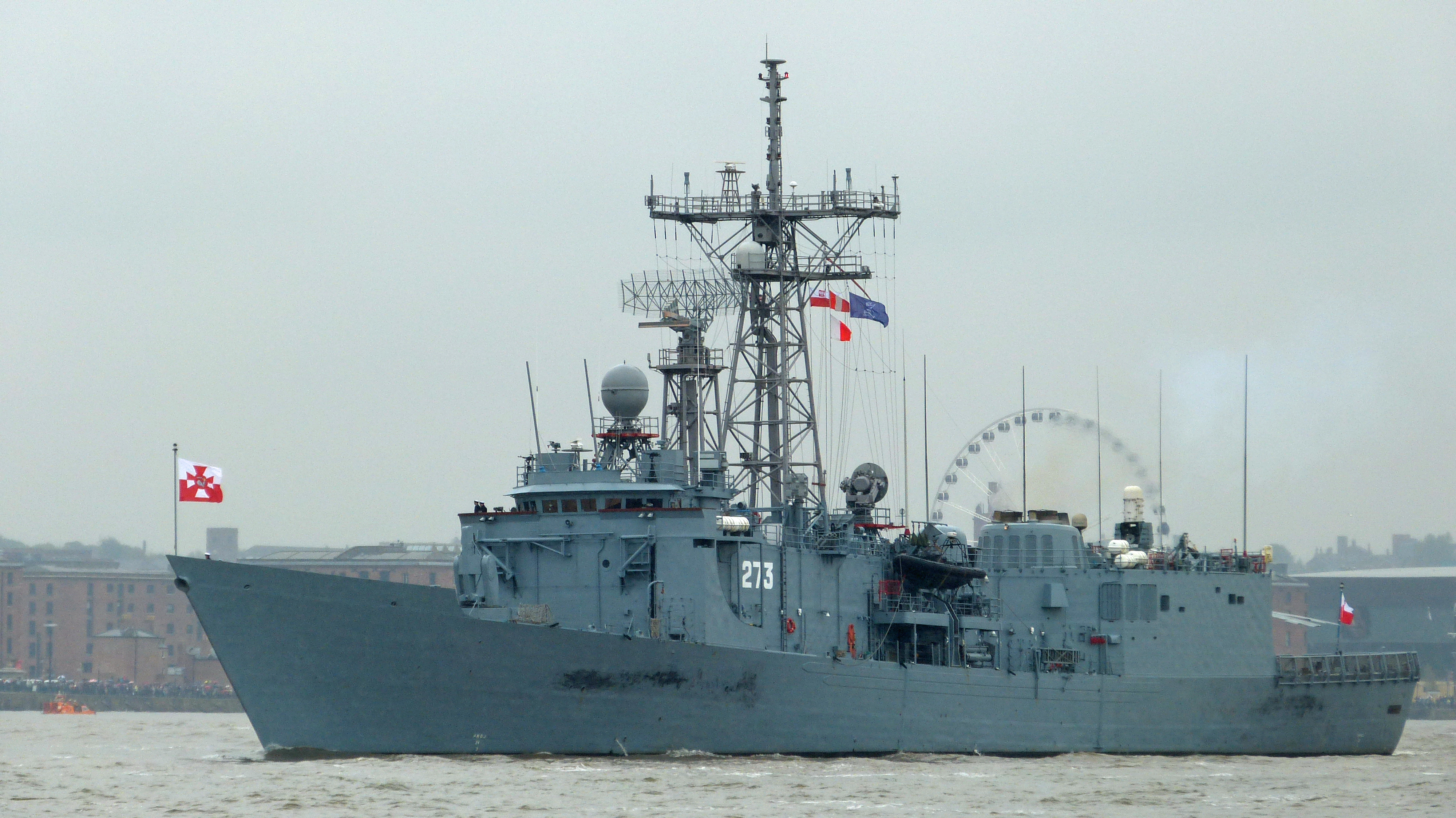
ORP "Gen. T. Kościuszko"
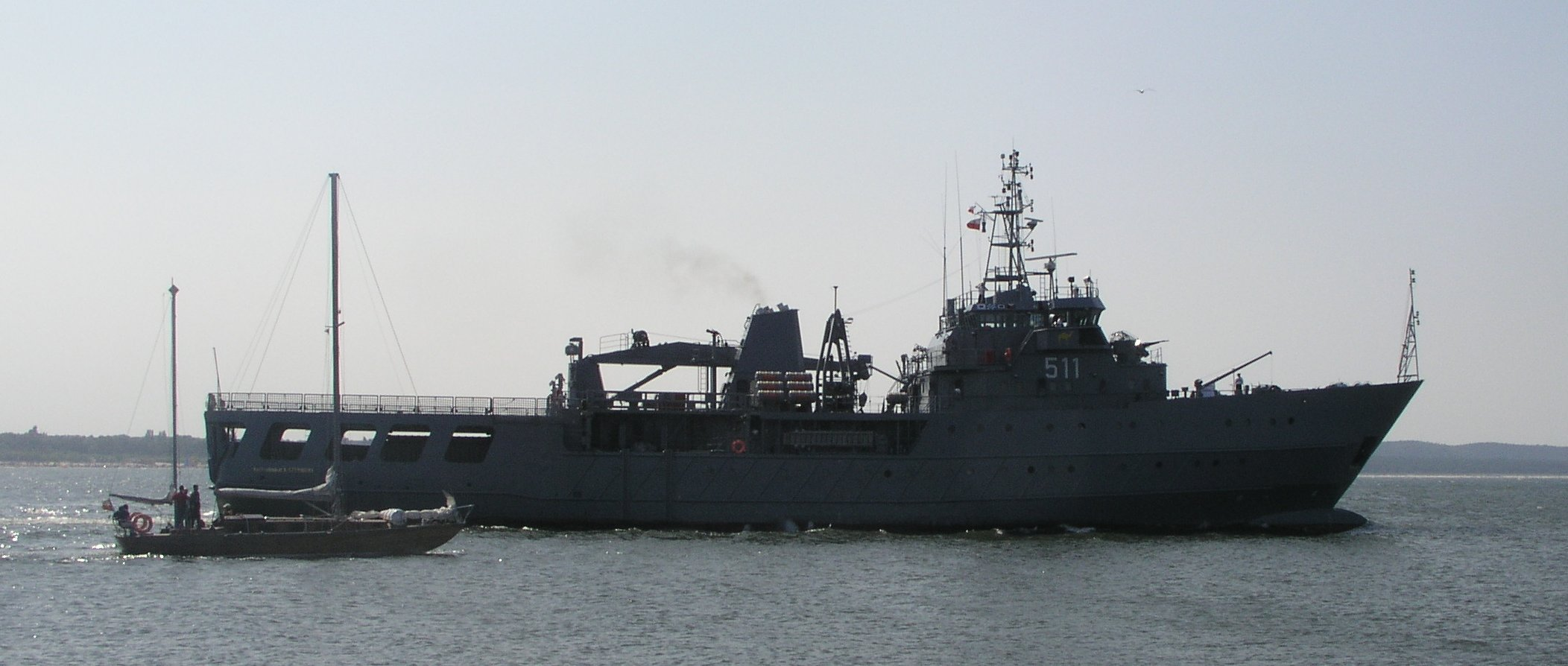
ORP "Kontradmirał Xawery Czernicki"
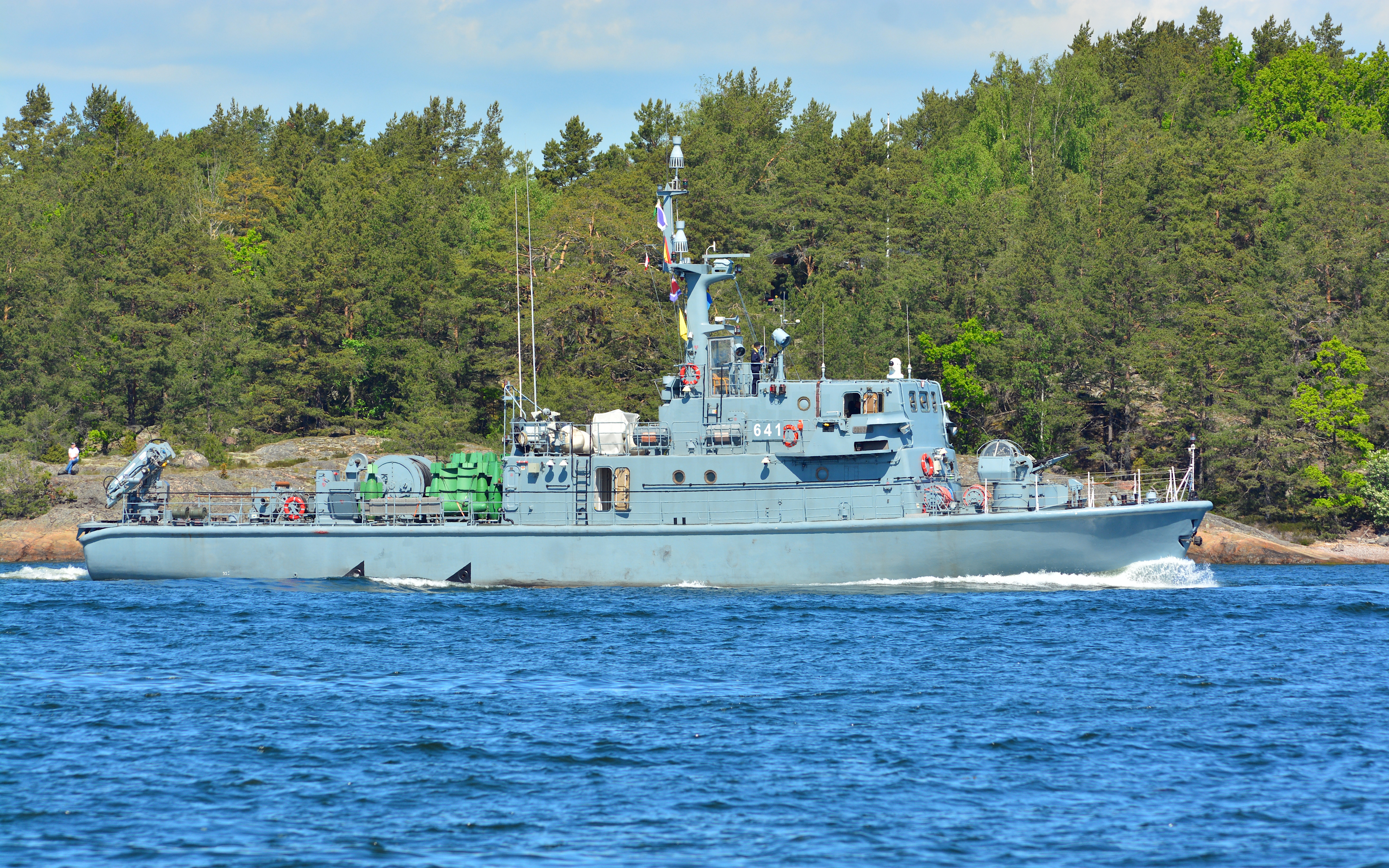
ORP "Drużno"
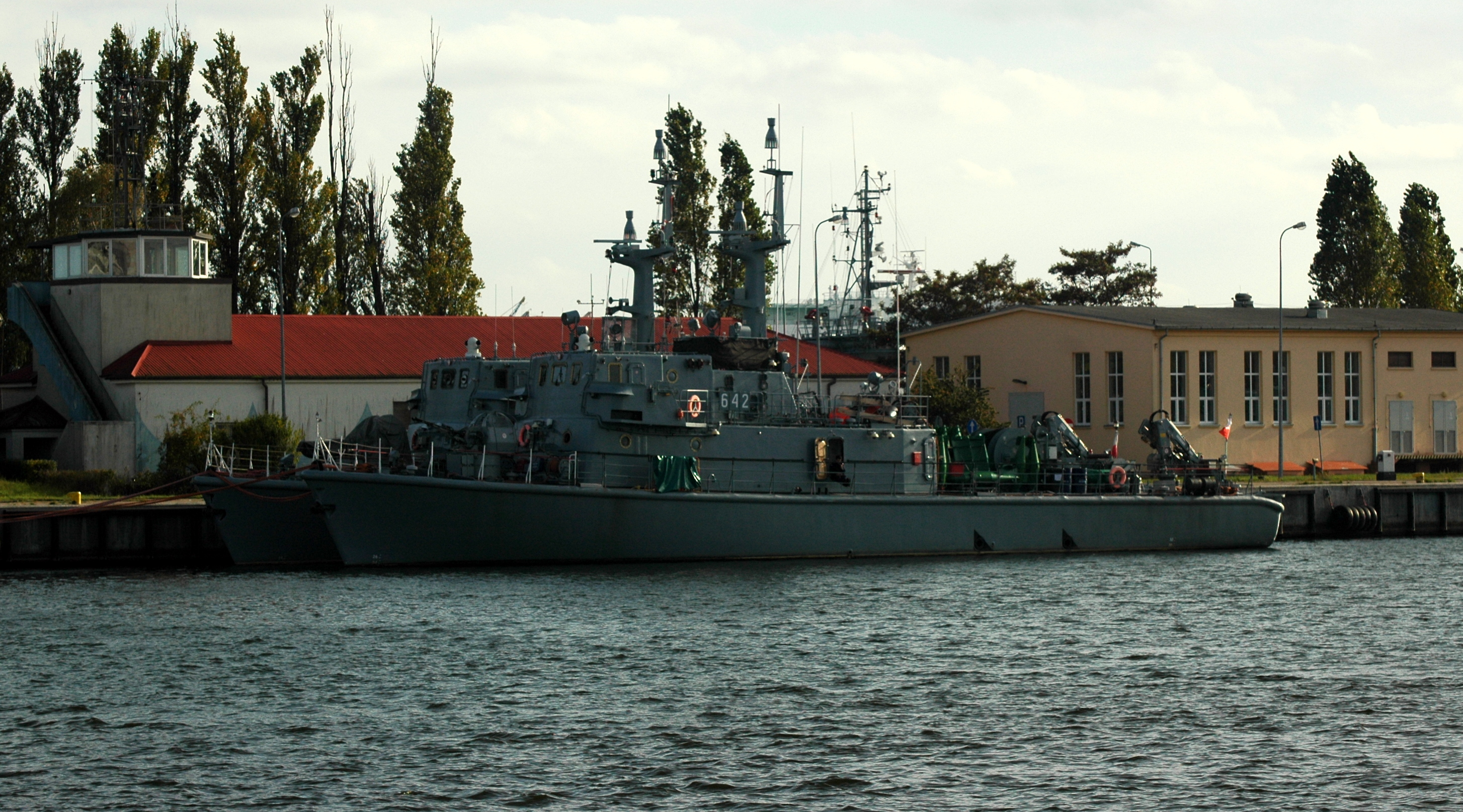
ORP "Hańcza"

## Odznaczenia za udział w kontyngencie
Od 13 maja 2010 żołnierzom PKW Bielik, Pułaski, Kondor i Czernicki biorącym udział w operacji Active Endeavour przysługuje pamiątkowe odznaczenie zwane Gwiazdą Morza Śródziemnego.

Baretka pamiątkowego odznaczenia Gwiazdy Morza Śródziemnego ustanowionego 12 lutego 2010
Baretka medalu NATO za operację Active Endeavour
Baretka medalu NATO za operację Active Endeavour (wzór: od 2011)